# 200 meter bröstsim för herrar i simning vid olympiska sommarspelen 2024
Herrarnas 200 meter bröstsim vid olympiska sommarspelen 2024 avgjordes mellan den 30 och 31 juli 2024 i Paris La Défense Arena.

## Rekord
Före tävlingarna gällde dessa rekord:
Följande rekord noterades under tävlingen:
| Datum   | Omgång | Simmare       | Nation    | Tid     | Rekord |
| ------- | ------ | ------------- | --------- | ------- | ------ |
| 31 juli | Final  | Léon Marchand | Frankrike | 2.05,85 | 0OR0   |

## Schema
Alla tiderna är UTC+2.
| Datum        | Tid   | Omgång      |
| ------------ | ----- | ----------- |
| 30 juli 2024 | 13:00 | Försöksheat |
| 30 juli 2024 | 19:37 | Semifinaler |
| 31 juli 2024 | 17:30 | Final       |

## Resultat

### Försöksheat
Simmarna med de 16 bästa tiderna gick vidare till semifinalerna.
| Placering | Heat | Bana | Simmare            | Nation        | Tid     | Noteringar |
| --------- | ---- | ---- | ------------------ | ------------- | ------- | ---------- |
| 1         | 4    | 7    | Cho Sung-jae       | Sydkorea      | 2.09,45 | 0Q0        |
| 2         | 3    | 4    | Zac Stubblety-Cook | Australien    | 2.09,49 | 0Q0        |
| 3         | 4    | 5    | Leon Marchand      | Frankrike     | 2.09,55 | 0Q0        |
| 4         | 3    | 3    | Caspar Corbeau     | Nederländerna | 2.09,78 | 0Q0        |
| 5         | 3    | 5    | Ippei Watanabe     | Japan         | 2.09,86 | 0Q0        |
| 6         | 4    | 3    | Dong Zhihao        | Kina          | 2.09,91 | 0Q0        |
| 7         | 2    | 5    | Yu Hanaguruma      | Japan         | 2.10,35 | 0Q0        |
| 7         | 3    | 2    | Erik Persson       | Sverige       | 2.10,35 | 0Q0        |
| 9         | 4    | 2    | Anton McKee        | Island        | 2.10,36 | 0Q0        |
| 10        | 3    | 6    | Josh Matheny       | USA           | 2.10,39 | 0Q0        |
| 11        | 2    | 4    | Matthew Fallon     | USA           | 2.10,49 | 0Q0        |
| 12        | 4    | 6    | Arno Kamminga      | Nederländerna | 2.10,53 | 0Q0, WD    |
| 13        | 2    | 2    | Ljubomir Epitropov | Bulgarien     | 2.10,59 | 0Q0        |
| 14        | 2    | 3    | Joshua Yong        | Australien    | 2.10,68 | 0Q0        |
| 15        | 4    | 4    | Qin Haiyang        | Kina          | 2.10,98 | 0Q0        |
| 16        | 3    | 1    | Denis Petrashov    | Kirgizistan   | 2.10,99 | 0Q0        |
| 17        | 3    | 7    | Miguel de Lara     | Mexiko        | 2.11,16 | 0q0        |
| 18        | 2    | 6    | Matti Mattsson     | Finland       | 2.11,18 |            |
| 19        | 2    | 7    | Aleksas Savickas   | Litauen       | 2.11,53 |            |
| 20        | 4    | 1    | Jan Kalusowski     | Polen         | 2.11,87 |            |
| 21        | 4    | 8    | Daniils Bobrovs    | Lettland      | 2.13,66 |            |
| 22        | 1    | 5    | Tyler Christianson | Panama        | 2.15,62 |            |
| 23        | 2    | 1    | Amro Al-Wir        | Jordanien     | 2.15,78 |            |
| 24        | 1    | 4    | Julio Horrego      | Honduras      | 2.18,91 |            |
| 25        | 1    | 3    | Saud Ghali         | Bahrain       | 2.22,51 |            |

### Semifinaler
Simmarna med de 8 bästa tiderna gick vidare till final.
| Placering | Heat | Bana | Simmare            | Nation        | Tid     | Noteringar |
| --------- | ---- | ---- | ------------------ | ------------- | ------- | ---------- |
| 1         | 2    | 5    | Léon Marchand      | Frankrike     | 2.08,11 | 0Q0        |
| 2         | 1    | 4    | Zac Stubblety-Cook | Australien    | 2.08,57 | 0Q0        |
| 3         | 1    | 3    | Dong Zhihao        | Kina          | 2.08,99 | 0Q0        |
| 4         | 1    | 5    | Caspar Corbeau     | Nederländerna | 2.09,52 | 0Q0        |
| 5         | 2    | 3    | Ippei Watanabe     | Japan         | 2.09,62 | 0Q0        |
| 6         | 1    | 2    | Josh Matheny       | USA           | 2.09,70 | 0Q0        |
| 7         | 2    | 6    | Yu Hanaguruma      | Japan         | 2.09,72 | 0Q0        |
| 8         | 1    | 1    | Joshua Yong        | Australien    | 2.09,89 | 0Q0        |
| 9         | 2    | 1    | Ljubomir Epitropov | Bulgarien     | 2.09,93 |            |
| 10        | 2    | 7    | Matthew Fallon     | USA           | 2.09,96 |            |
| 10        | 2    | 8    | Qin Haiyang        | Kina          | 2.09,96 |            |
| 12        | 2    | 4    | Cho Sung-jae       | Sydkorea      | 2.10,03 |            |
| 13        | 1    | 6    | Erik Persson       | Sverige       | 2.10,11 |            |
| 14        | 1    | 8    | Denis Petrashov    | Kirgizistan   | 2.10,19 |            |
| 15        | 2    | 2    | Anton McKee        | Island        | 2.10,42 |            |
| 16        | 1    | 7    | Miguel de Lara     | Mexiko        | 2.11,28 |            |

### Final
| Placering | Bana | Simmare            | Nation        | Tid     | Noteringar |
| --------- | ---- | ------------------ | ------------- | ------- | ---------- |
| 1         | 4    | Léon Marchand      | Frankrike     | 2.05,85 | 0OR0, 0ER0 |
| 2         | 5    | Zac Stubblety-Cook | Australien    | 2.06,79 |            |
| 3         | 6    | Caspar Corbeau     | Nederländerna | 2.07,90 |            |
| 4         | 3    | Dong Zhihao        | Kina          | 2.08,46 |            |
| 5         | 1    | Yu Hanaguruma      | Japan         | 2.08,79 |            |
| 6         | 2    | Ippei Watanabe     | Japan         | 2.08,83 |            |
| 7         | 7    | Josh Matheny       | USA           | 2.09,52 |            |
| 8         | 8    | Joshua Yong        | Australien    | 2.11,44 |            |